# كوليتش (طعام)
كوليتش (بالروسية: кулич «كوليتش») (بالبيلاروسية: куліч «كوليتش») (من اليونانية: κόλλιξ «كوليكس») (بالجورجية: პასკა «باسكا») (بالأوكرانية: паска «باسكا») وتعني جميعهاً إجمالاً «لفافة أو رغيف خبز». هو خبر روسي يؤكل في عيد الفصح الأرثوذكسي والذي تعود جذوره لروسيا القديمة. ينتشر خبز الباسكا في الثقافات التي كانت مرتبطة بالإمبراطورية البيزنطية وهو جزء ثقافي تقليدي في البلدان التي ينتشر فيها أتباع المذهب الأرثوذكسي المسيحي. ويؤكل في بلدان مثل روسيا وبيلاروسيا وأوكرانيا ورومانيا وجورجيا ومولدوفا ومقدونيا الشمالية وصربيا. الكوليتش هو نوع من أنواع خبز الباسكا الذي يُقدم في عيد الفصح وهو لا يمثل عيد الفصح فقط بل الربيع الروسي أيضاً.
عيد الفصح هو احتفال مهم للغاية في روسيا، بل أكثر أهمية من عيد الميلاد.
تقليديًا بعد عيد الفصح يبارك الكاهن خبز الكوليتش الذي تم وضعه في سلة ومزين بالورود الملونة. يؤكل خبز الكوليتش المبارك قبل الإفطار كل يوم.
يخبز الكوليتش في علب أسطوانية طويلة (مثل أكواب القهوة أو علب عصير الفاكهة). يتم تزيين الكوليتش بعد تبريده بالتغطية السكرية البيضاء والزهور الملونة.
يؤكل الكوليتش فقط في الفترة بين عيد الفصح وعيد العنصرة.

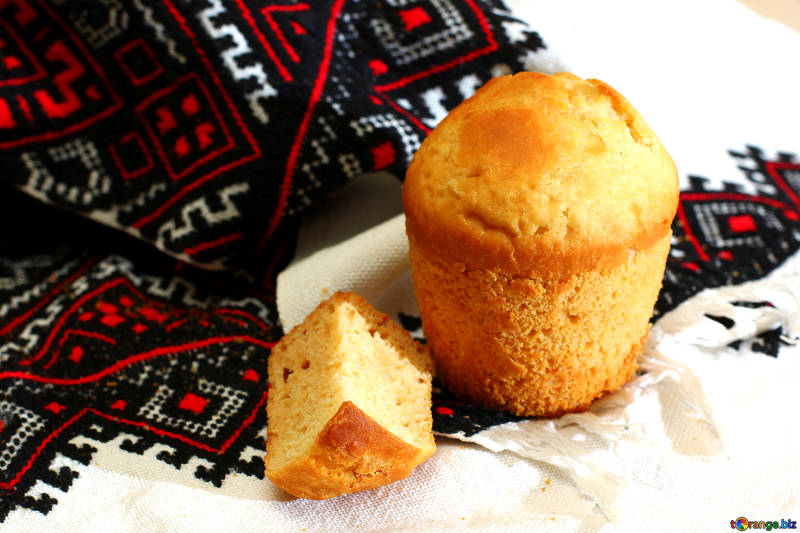
خبز الباسكا الروسي بدون تغطية سكرية أو رشات.
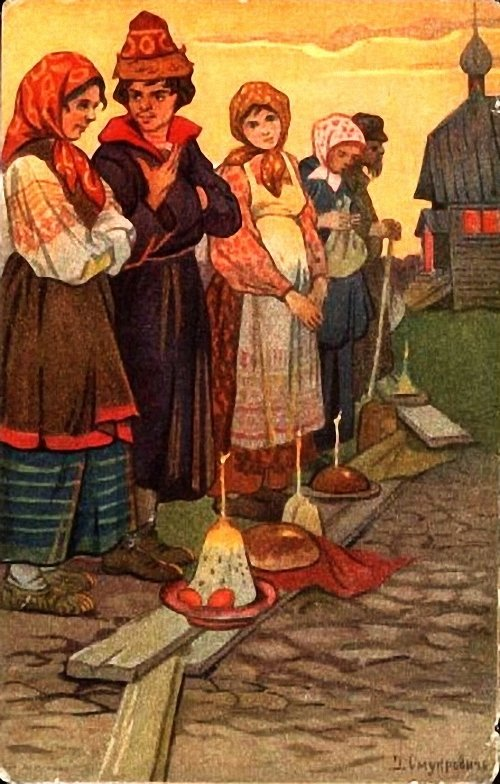
لوحة يظهر فيها أشخاص في عيد الفصح.
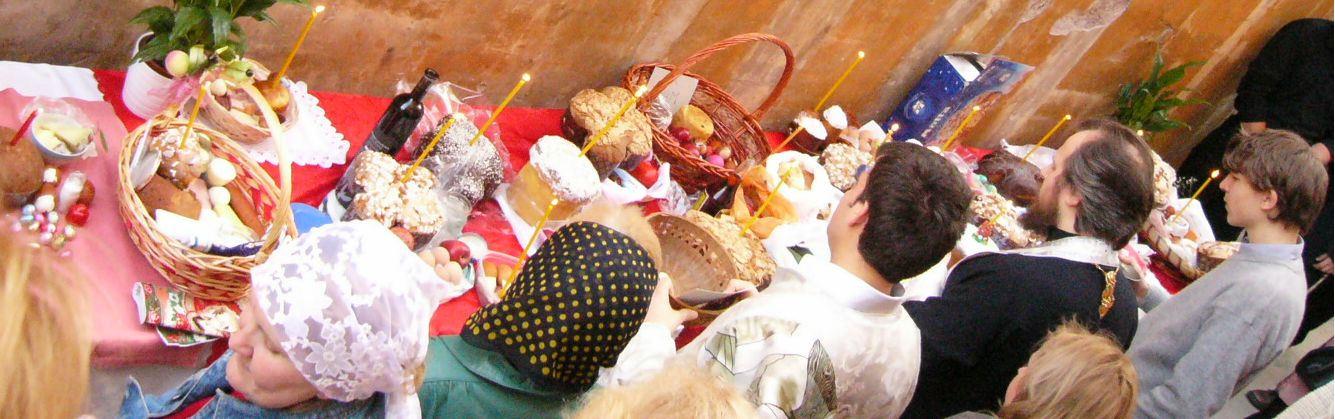
كاهن كنيسة روما الأرثوذكسية (الثاني من اليمين) يبارك أطعمة الفصح بضمنها خبز الكوليتش.
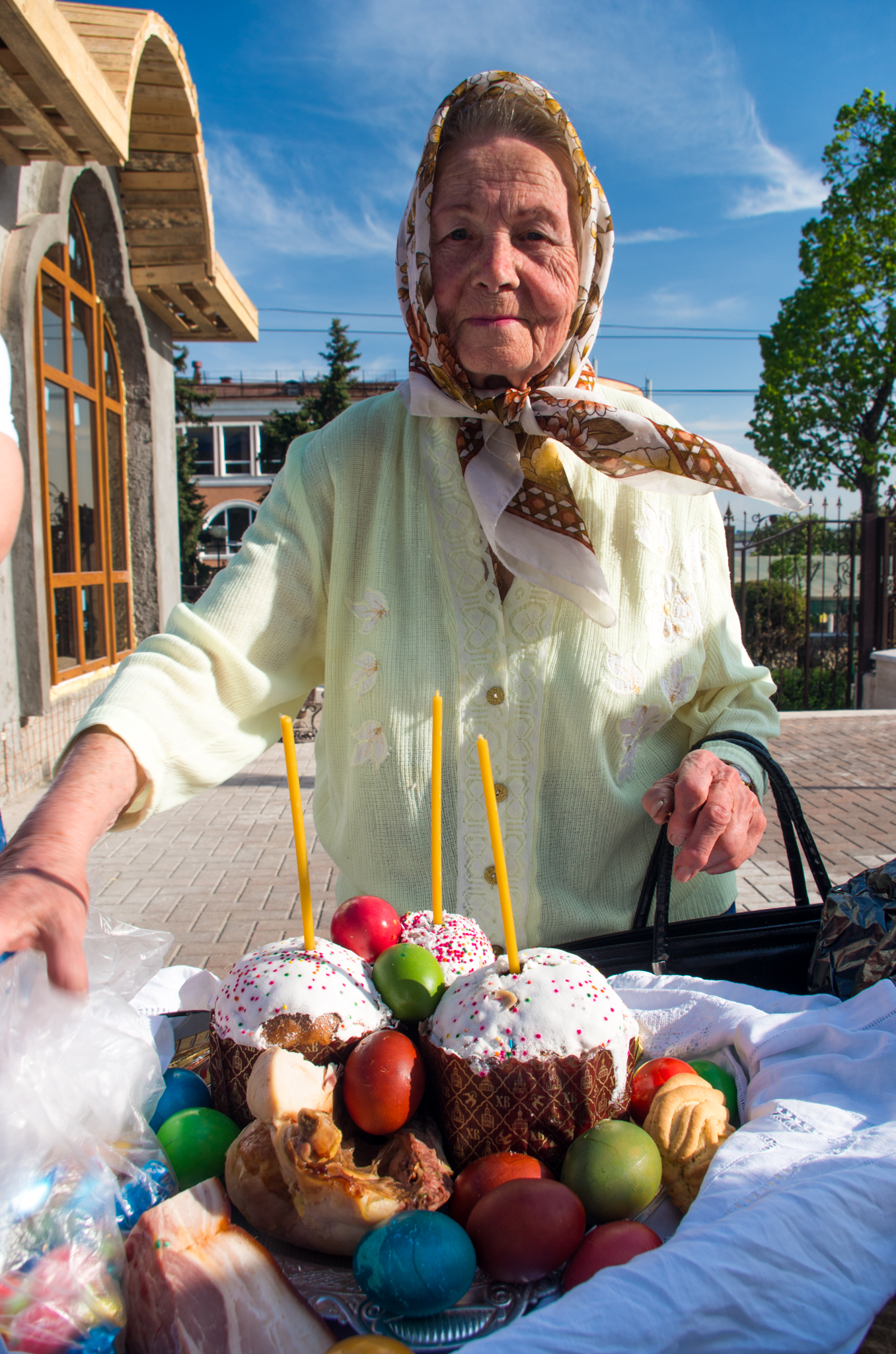
بيض عيد الفصح وخبز الكوليتش التقليدي، ستافروبول، روسيا.